# Gerhard von Scharnhorst
Gerhard Johann David von Scharnhorst, född 12 november 1755 i Bordenau vid Neustadt am Rübenberge i Hannover, död 28 juni 1813 i Prag, var en preussisk militär. Han är känd för sina banbrytande militärreformer och sina insatser under Napoleonkrigen.

## Biografi
Scharnhorst tjänade först i den hannoverska armén, där han, efter att ha utmärkt sig i kriget mot Frankrike 1793, befordrades till major. 1801 ingick han som överstelöjtnant vid artilleriet i preussisk tjänst samt utnämndes till direktör för den preussiska infanteri- och kavalleriofficersskolan. Hans undervisningsreformer gjorde dock att han fick så många fiender att han själv anhöll om förflyttning till annan befattning.
År 1803, året efter att han adlats, utnämndes han till generalkvartermästarlöjtnant i generalstaben och till överste 1804. Som hertigens av Braunschweig generalstabschef deltog han sedan i kriget mot Napoleon.
Efter freden i Tilsit (1807) blev han generalmajor och chef för krigsdepartementet samt var ordförande i kommissionen för reorganisering av militären 1807–1810. I den rollen gjorde han stora insatser för det preussiska försvarsväsendet, särskilt genom att åstadkomma en arméorganisation, som genom den korta tjänstetiden gjorde det möjligt att utbilda ett jämförelsevis stort manskap under den tid, då Preussen traktatsenligt inte fick hålla mer än en mindre beväpnad styrka, det så kallade Krümpersystemet.
Krigsministeriet delades nu upp i två avdelningar, det allmänna krigsdepartementet med Scharnhorst som chef och militärekonomidepartementet för handläggning av förvaltningsärenden. Alla regementen utom sju upplöstes, och olämpliga eller obrukbara officerare bestraffades eller avskedades. Härens ombildning hämmades i väsentlig mån av pengabristen och genom Krümpersystemet, enligt vilken fredsstyrkans siffra (42 000 man) liksom regementenas antal fastställdes. Likväl indelades armén i sex blandade brigader. Stor vikt lades vid skjutning och övningar i spridd ordning, adelns företrädesrätt till officersplatser avskaffades, den tidigare gemensamma ekonomin kompanivis utbyttes mot fasta löner, militärutbildningen förbättrades och "krigsskolan" inrättades. De överordnades anseende skulle istället baseras på kunskaper samt intellektuell och sedlig överlägsenhet.
En vida mer genomgripande förändring än officerskåren undergick manskapet. I stället för värvning trädde nu den allmänna värnplikten; den omfattade alla krigsdugliga, rika och fattiga, lärda och obildade, och den tog inte bara soldatens kroppsliga utan också hans andliga egenskaper i anspråk. För att öka truppernas antal tillgrep Scharnhorst ett slags permitteringssystem, varigenom man från varje kompani entledigade 3–5 man, som ständigt ersattes med rekryter vars utbildning endast pågick en månad och för vilka man i händelse av krig höll vapen och kläder i beredskap. De hårda kropps- och skamstraffen avskaffades.
I befrielsekriget 1813, där värdet av hans verksamhet framgick, tjänstgjorde han, utnämnd till generallöjtnant, som Blüchers stabschef. Redan i det första större fältslaget, vid Grossgörschen samma år, blev han dödligt sårad.
Scharnhorst utmärkte sig även som militärskriftställare och som stiftare av militärsällskapet i Berlin (1802). Hans Briefe började utges 1914.

## Skepp med namnet Scharnhorst
- SMS Scharnhorst
- Scharnhorst (1936)